# Drag Boat Racing

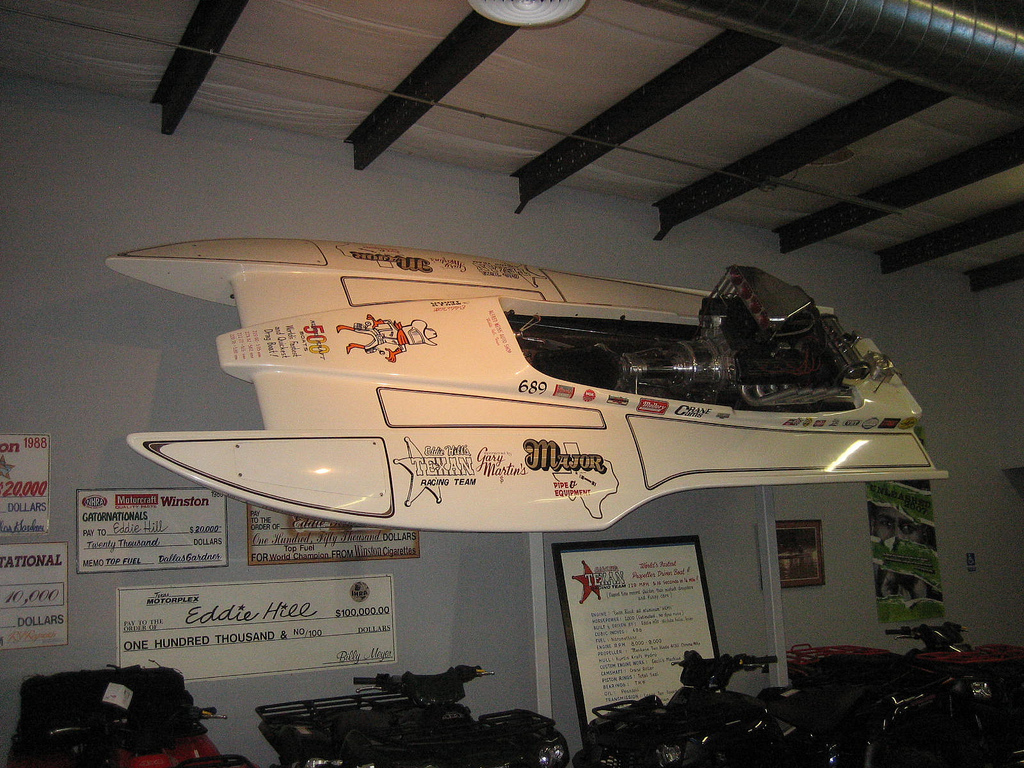
Top Fuel Hydro von Eddie Hill

Drag Boat Racing ist ein Motorbootsport, eine Art Dragsterrennen auf dem Wasser. Wie bei üblichen Dragsterrennen auf Land wird auch hier auf eine bestimmte Distanz (die klassische 1/4 Meile, derzeit meist nur noch Tausend Fuß, ca. 300 m) gefahren, jedoch mit fliegendem Start. Die Rennen finden unter den Statuten der IHBA (International Hot Boat Association) statt. Gegenwärtig (Stand 2020) wird die Weltmeisterschaft unter der Bezeichnung LucasOil Drag Boat Racing Series ausgetragen.

## Beliebtheit
In den USA entwickelte sich mit Drag Boat Racing eine neue Motorsportsparte. Ähnlich den Motorboot GPs wird auch bei Drag-Boat-Veranstaltungen auf ein bunt gemixtes Rahmenprogramm Wert gelegt, damit möglichst viele Zuschauer kommen. Manch ein Veranstalter packt sogar eine Motorboot-Stuntshow mit in den Eventplan. Außerhalb der USA ist Drag-Boat-Racing allerdings weitgehend unbekannt. Einige kleinere Veranstaltungen gibt es aber auch in Europa. Meist sind dies dieselben Rennen von denselben Veranstaltern wie in den USA organisiert, die die diese Rennen dann als European-Tour ausgeben.

## Sicherheit
Da das Sturzrisiko auf dem Wasser durch Wellenschlag, unvorhersehbare Windböen, generelles unerwünschtes „Aufsteigen“ der Boote auf Grund ihrer Bauweise (ein sog. Ansaugeffekt ist nicht möglich) um einiges höher ist, als auf dem Dragstrip, wo seitlich verbaute Betonwände für zusätzliche Sicherheit sorgen können, sind für die Boote (neben der persönlichen Ausrüstung für den Fahrer) eine Vielzahl von Sicherheitssystemen vorgeschrieben. Die Boote der PRO-Klassen sind zum Beispiel mit speziellen „Überlebenskapseln“ ausgestattet, die sich im Falle eines schweren Unfalls komplett vom Boot lösen. Außerdem ist noch eine Sauerstoffversorgung für den Piloten vorgeschrieben, falls sich das Cockpit nach einem Überschlag unter Wasser befindet.

## Austragungsmodus
Die Rennen werden über dieselben Distanzen ausgetragen wie an Land: 660 Fuß (1/8 Meile), 1.320 Fuß (1/4 Meile) und die, bei professionellen Drag-Boat-Rennen (wie zum Beispiel TFH) verwendeten, 1.000 Fuß. Im Gegensatz zum Drag Racing auf dem „Dragstrip“, das mit einem stehenden Start beginnt, startet Drag Boat Racing erst nach einem kurzen „fliegenden Start“ bis zu einem Punkt, der erst regelkonform passiert werden kann, wenn das grüne Startlicht aufleuchtet. Die Rennen werden, wie an Land, nach einem Qualifying im K.-o.-Modus, den sogenannten „Eliminations“ durchgeführt. Hierbei kommt ein ausgeklügeltes „Pairings-System“ zum Einsatz.

## Rennklassen
An jedem Renntag sind viele Klassen vertreten. Unterschiede zwischen den Klassen müssen nicht unbedingt Geschwindigkeits- oder Motorbegrenzungen sein, sondern können z. B. Vorschriften für ein bestimmtes Chassis, in diesem Fall auch Bauweise des Bootsrumpfes umfassen.
Den Publikumsmagnet bildet auch wie bei den Veranstaltungen auf Land, die Klasse Top Fuel (TFH). Hier werden dieselben Motoren, die auch in den radgetriebenen Top Fuel Dragstern verwendet werden, in spezielle Rennboote, sogenannte Hydroplanes, mit Dreipunkt-Rumpf eingebaut. Top Fuel Hydros sind in der Lage, die fliegende Renndistanz in weniger als drei Sekunden mit einer Höchstgeschwindigkeit von rund 400 km/h zu bewältigen.
Der gegenwärtige Rekord (Stand 2021) liegt bei einer Geschwindigkeit von 268,40 mph (431,94 km/h) und einer Zeit von 3.451 Sekunden, die Bryan Sanders 2017 erzielte.

## Bekannte Fahrer
- Eddie Hill
- Ron Braaksma
- Dan Pastorini
- Al Bush
- Fred Odena
- Jack Ostrander
- Ray Caselli